# Ulricehamn
Ulricehamn (daw. Bogesund) – miasto w Szwecji, siedziba władz administracyjnych gminy Ulricehamn w regionie Västra Götaland. Według danych z 31 grudnia 2005 r. miasto miało 9 250 mieszkańców.
Ulricehamn znajduje się 32 km na wschód od Borås i 49 km na zachód od Jönköping. Położone jest nad jeziorem Åsunden, do którego wpada rzeka Ätran.
Prawa miejskie otrzymało najpóźniej w XV wieku. W 1520 r. pod Ulricehamn rozegrała się bitwa pomiędzy armią króla Christiana II a oddziałami Stena Sture Młodszego. Do 1741 r. nosiło nazywało się Bogesund. Nową nazwę nadano na cześć królowej Ulriki Eleonory.
Miasto uchodzi za bazę sportów zimowych zachodniej Szwecji. Znajduje się tu siedem wyciągów, sześć stoków oraz 210 km trasy biegowej.
Z Ulricehamn pochodzi biegaczka narciarska Hanna Falk.